# Dahschur

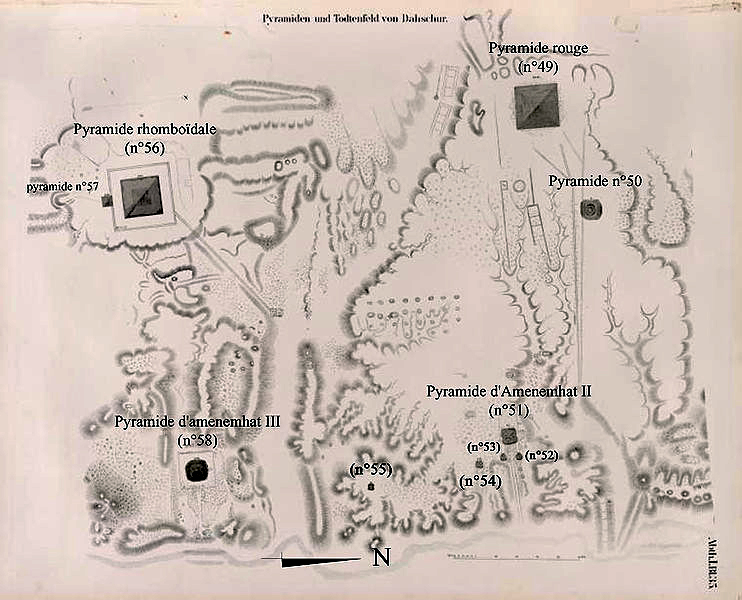
Pyramidenfeld von Dahschur auf der Karte von Karl Richard Lepsius (Norden ist rechts)

Dahschur (arabisch دهشور, DMG Dahšūr) bezeichnet ein altägyptisches Pyramiden- und Gräberfeld des Alten und Mittleren Reiches, das seit 1979 als Teil der Stätte Memphis und seine Nekropole – die Pyramidenfelder von Gizeh bis Dahschur zum UNESCO-Welterbe gehört. Es ist nach den nahegelegenen Dörfern Dahschur und Minschat Dahschur benannt und liegt etwa 26 Kilometer südlich von Gizeh am Westufer des Nils, im Gouvernement al-Dschiza. Die Nekropole dehnt sich 3 Kilometer in Nord-Süd-Richtung aus und reicht vom Fruchtland bis 1,5 Kilometer tief in die Wüste hinein.
Die Nekropole bildete die Südgrenze des 1. unterägyptischen Gaues. Der altägyptische Name war möglicherweise iu Snofru („Insel des Snofru“) und taucht in der Geschichte von Sinuhe auf. Der moderne Name geht auf die griechische Bezeichnung Ταχυρις (koptisch ⲧⲁϩϭⲟⲩⲣ) zurück.

## Königsgräber
Auf dem Felsplateau von Dahschur befinden sich fünf Pyramidenanlagen der 4. bis 13. Dynastie. König Snofru ließ als erster König gleich zwei große Pyramidenbauten errichten. Im Südwesten des Areals steht die Knickpyramide mit südlich angrenzender Nebenpyramide und einer Opferstelle an der Ostseite. Von der Pyramide führt ein geknickter Aufweg zum Fruchtland, auf dessen halber Länge sich ein Tempel für den Königskult befindet. Der zugehörige Taltempel des Pyramidenkomplexes wird im Fruchtland vermutet. Die zweite Pyramide des Snofru (Rote Pyramide) liegt zwei Kilometer weiter nördlich und ist im unteren Drittel noch teilweise vom Sand bedeckt. Die zu beiden Pyramidenanlagen gehörende Pyramidenstadt liegt östlich der Roten Pyramide beim Dorf Shinbab im Fruchtland und trug den Namen chaj-Snofru.
Mit der Verlegung des Königsfriedhofes nach Gizeh nach dem Tod des Snofru verlor Dahschur an Bedeutung. Die Ausübung des königlichen Totenkultes blieb in der Pyramidenstadt allerdings bestehen. Aus der Zeit von Pepi I. (6. Dynastie) ist ein Dekret überliefert, nach dem sich die Priesterschaft von Abgaben und Steuern befreien ließ.

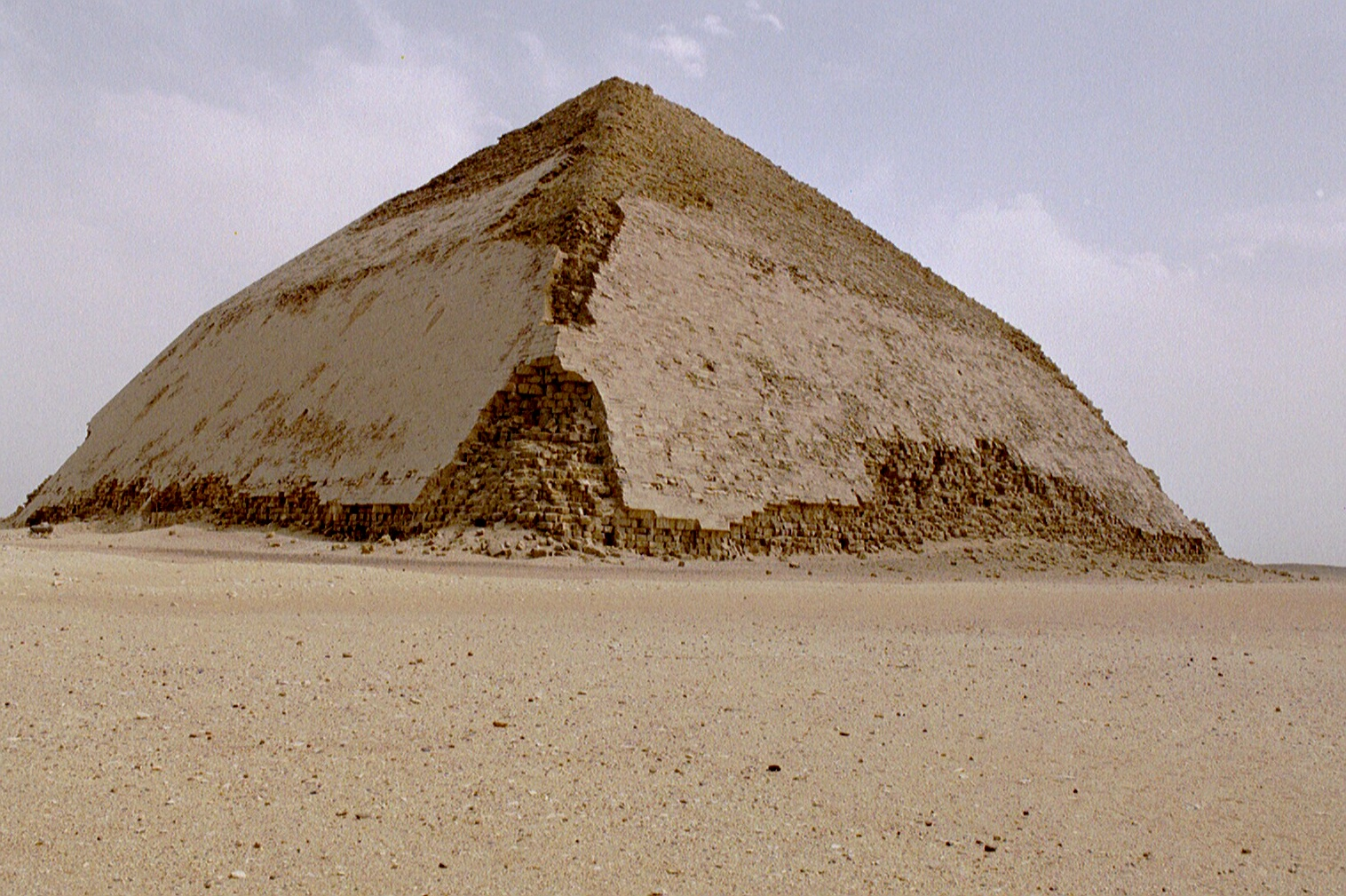
Knickpyramide des Snofru (4. Dynastie)
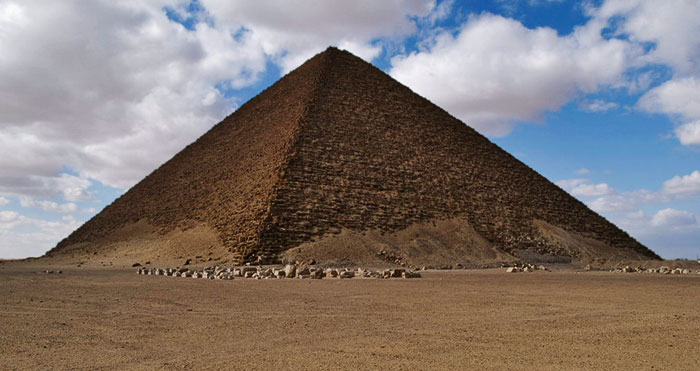
Rote Pyramide des Snofru (4. Dynastie)
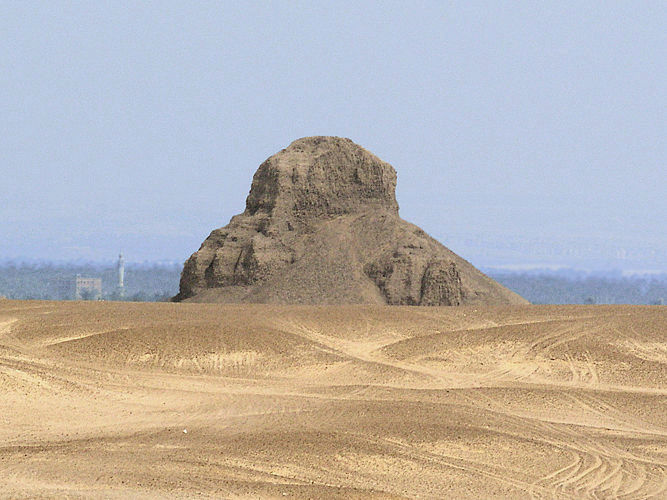
Amenemhet-III.-Pyramide (12. Dynastie)
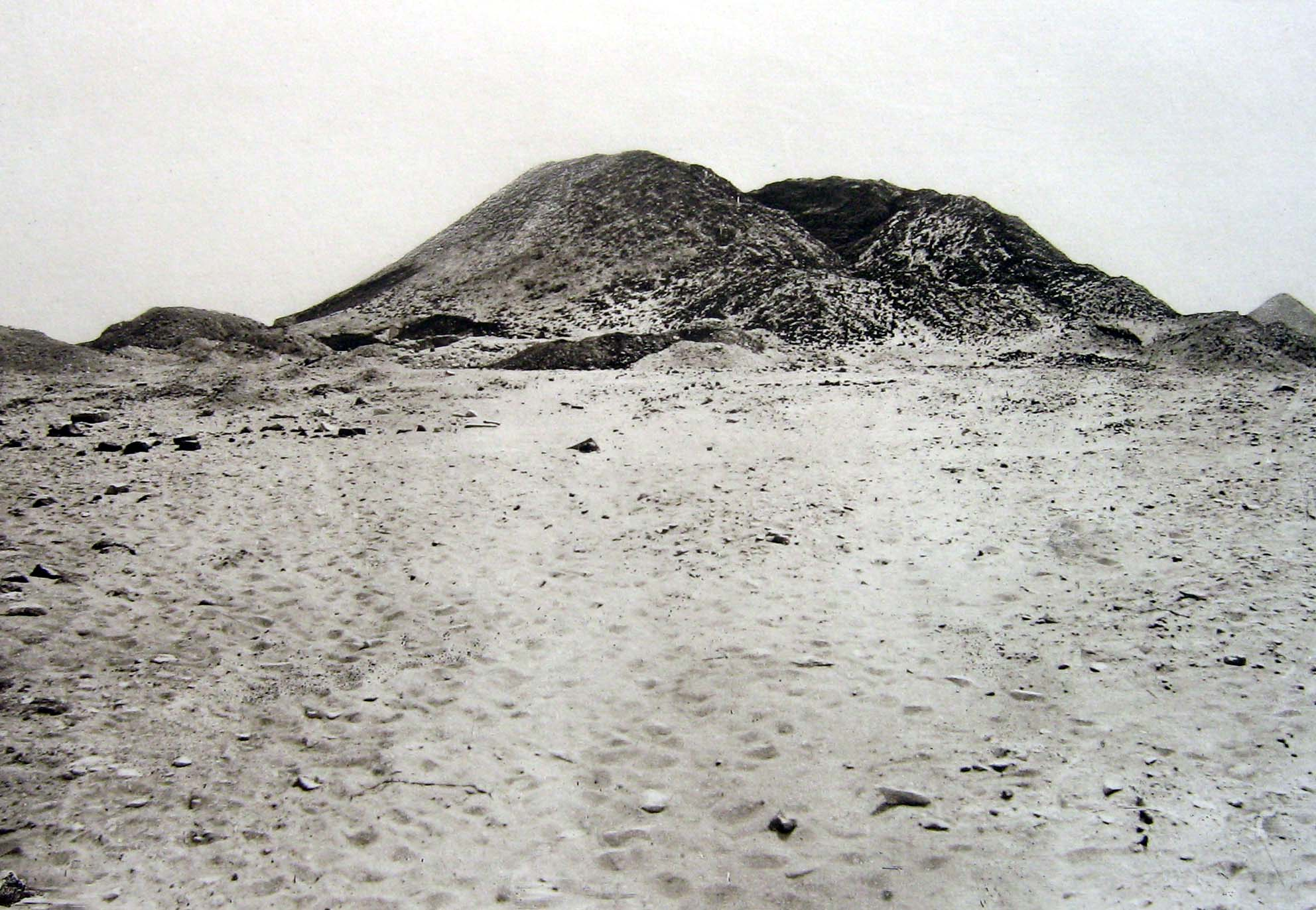
Sesostris-III.-Pyramide (12. Dynastie)

Der Aufstieg zum königlichen Bauplatz gelang erst wieder in der 12. Dynastie, da Dahschur auch nicht weit von der neuen königlichen Residenz Itj-taui lag. Amenemhet II. ließ 1,2 Kilometer östlich der Roten Pyramide eine Kalksteinpyramide (Weiße Pyramide) errichten. Der zugehörige Pyramidenbezirk enthält Gräber seiner Familie und seines Hofstaates, darunter auch das Doppelgrab seiner Töchter Ita und Chnumit mit einzigartigen Schmuck-Funden. Im Nordosten vom Gelände steht die stark zerfallene Sesostris-III.-Pyramide. Der zugehörige Bezirk umfasst vier Nebengräber mit weiteren bedeutenden Schmuckfunden. In der Südwestecke entdeckten Archäologen drei Barken aus Zedernholz und Reste weiterer Barken. Der Ziegelkern der Pyramide von Amenemhet III. (Schwarze Pyramide) findet sich in der Südostecke der Nekropole. Da der König in seiner zweiten Pyramide in Hawara bestattet war, diente sie wohl nur als Scheingrab.
Während der 13. Dynastie ließ König Autibre Hor I. nördlich der Schwarzen Pyramide für sich und seine Tochter Nubhetepti-chered ein Schachtgrab anlegen. Etwa zur selben Zeit entstand die 1957 entdeckte stark zerstörte Ameni-Qemau-Pyramide.
Mehrere Stelen mit Votivinschriften deuten darauf hin, dass im Mittleren Reich der Kult des vergöttlichten Snofru am Totentempel der Knickpyramide aufblühte. Der Kult wurde noch bis ins Neue Reich ausgeübt. Der Ort blieb bis in die Spätzeit bedeutend.

### Die Pyramiden
| 4. Dynastie                                                                | 12. Dynastie                                                                 | 13. Dynastie |
| - Knickpyramide des Snofru - Rote Pyramide des Snofru - Lepsius-L-Pyramide | - Amenemhet-II.-Pyramide - Amenemhet-III.-Pyramide - Sesostris-III.-Pyramide | - Ameni-Qemau-Pyramide - Pyramide von Zentral-Dahschur - Süddahschur-A-Pyramide - Süddahschur-B-Pyramide - DAS 46 - DAS 49 - DAS 50 - DAS 51 - DAS 53 - Zweite Ameni-Qemau-Pyramide mit Bestattung der Königstochter Hatschepsut |

## Privatgräber
Die Privatfriedhöfe entwickelten sich in Dahschur zeitgleich mit den Königspyramiden. Aus der Zeit von Snofru ist eine Gräbergruppe südöstlich der Pyramide von Sesostris III. bezeugt. Einige Söhne von Snofru (Kanefer, Quedschepses und Neferhersnofru) ließen sich in Mastabagräbern nördlich der Weißen Pyramide bestatten. Zu den bedeutenden Mastabas aus der 6. Dynastie zählen die Gräber von Seschemnefer und Inisnofruischetef, deren umfangreiche Grabmalereien sich heute in Kairo befinden, ferner die Gräber von Nianchsnofru und Seanchwati. Ein weiterer Friedhof der 4. bis 6. Dynastie (mit Gräbern von Iinefer und Duare) liegt am südöstlichen Rand vom Gelände. Aus der 5. Dynastie stammt eine einzelne Mastaba östlich der Roten Pyramide.
Im Mittleren Reich kam es zur Anlage von weiteren Friedhöfen. Diese weisen auffallend kleine Mastabas mit sorgfältig gearbeiteten Sargkammern und Steinsarkophagen auf. Bedeutend ist unter anderem das Grab des Siese südlich der Pyramide Amenemhets II. Auch aus dem Neuen Reiches gibt es zahlreiche Bestattungen. In der Spätzeit gab es wieder vereinzelte Anlagen von Gräbern. Ein griechisch-römischer Friedhof entstand rings um die Pyramide von Sesostris III.

## Erforschung
Die Erkundung von Daschur ist erstmals durch arabische Geographen überliefert, die sich vor allem für die Schatzfunde des Gräberfeldes interessierten. Die erste Beschreibung eines Europäers stammt vom Ägyptenreisenden Richard Melton, der sich 1660 – wie auch Richard Pococke Anfang des 18. Jahrhunderts – zunächst nur der Knickpyramide widmete. John Shae Perring erforschte 1837 die Rote Pyramide. Weitere systematische Arbeiten erfolgten 1842/43 unter Karl Richard Lepsius und 1882 unter der Leitung von Flinders Petrie.
Erste Grabungen in größerem Umfang fanden gegen Ende des 19. Jahrhunderts durch Jacques de Morgan statt. Er grub an den drei Pyramiden des Mittleren und an Beamtennekropolen des Alten und Mittleren Reiches. De Morgan fand neben allen Pyramiden ungeplünderte Gräber von Prinzessinnen, die teilweise noch reichen Schmuck enthielten.
Anfang der 1950er Jahre legte Ahmed Fakhry zusammen mit Herbert Ricke den Gesamtkomplex der Knickpyramide frei. 1973 konnten bei Notgrabungen der Altertümerverwaltung über 350 Gräber im Norden des Areals freigeräumt werden. Seit den 1970er Jahren war der an Dahschur angrenzende Wüstenbereich größtenteils militärisches Sperrgebiet, sodass archäologische Forschungen lange nicht möglich waren. Dies hat sich erst in den letzten Jahren geändert. Als Folge gibt es nun zahlreiche Grabungsteams vor Ort.
Heute arbeiten in Dahschur das Deutsche Archäologische Institut (Abteilung Kairo) am Pyramidenkomplex von Amenemhet II. und am Aufweg der Knickpyramide, das Metropolitan Museum of Art an der Pyramide von Sesostris III. und die Waseda-Universität in Dahschur-Nord an Gräbern des Neuen Reichs.